# Shiroi
Shiroi (白井市, Shiroi-shi) is een stad in de prefectuur  Chiba, Japan. In 2013 telde de stad 61.555 inwoners. Shiroi maakt deel uit van de metropool Groot-Tokio.

## Geschiedenis
In 1885 ontstond Shiroi als gemeente in het district Inba. Op 1 april 2001 werd Shiroi benoemd tot stad (shi).

## Partnersteden
- Campaspe Shire, Australië

Steden:
Abiko · Asahi · Chiba (hoofdstad) · Choshi · Funabashi · Futtsu · Ichihara · Ichikawa · Inzai · Isumi · Kamagaya · Kamogawa · Kashiwa · Katori · Katsuura · Kimitsu · Kisarazu · Matsudo · Minamiboso · Mobara · Nagareyama · Narashino · Narita · Noda · Oamishirasato · Sakura · Sanmu · Shiroi · Sodegaura · Sosa · Tateyama · Tomisato · Togane · Urayasu · Yachimata · Yachiyo · Yotsukaido

Districten:
Awa · Chosei · Inba · Isumi · Katori · Sanbu
Gemeenten per district